# Currituck (Caroline du Nord)
Pour les articles homonymes, voir Currituck.
La ville de Currituck est le siège du comté de Currituck, situé en Caroline du Nord, aux États-Unis.
Currituck n’est pas incorporée.